# Myringoplastiek
Myringoplastiek of trommelvliessluiting is een tympanoplastiek waarbij alleen het trommelvlies is betrokken. Myringoplastiek is een ingreep die  onder algehele verdoving wordt uitgevoerd en waarbij een gaatje trommelvlies (bijvoorbeeld na het plaatsen van trommelvliesbuisjes) wordt gerepareerd met stukje van een kapsel van een nabijgelegen spier. Als het gaatje te groot is kan een donortrommelvlies gebruikt worden om de gehoorfunctie weer te herstellen. 